# Andriivka, Olevsk
Andriivka (în ucraineană Андріївка) este un sat în comuna Sușceanî din raionul Olevsk, regiunea Jîtomîr, Ucraina.

## Demografie
Componența lingvistică a localității Andriivka
     Ucraineană (99,54%)
     Alte limbi (0,46%)
Conform recensământului din 2001, majoritatea populației localității Andriivka era vorbitoare de ucraineană (99,54%), existând în minoritate și vorbitori de alte limbi.